# Decatur (Illinois)
Pour les articles homonymes, voir Decatur.
Decatur, ville sortie de terre en 1836, est le siège du comté de Macon, dans l'État de l'Illinois. Il semblerait, d'après les derniers recensements, que sa population décroîtrait en nombre, passant de 81 860, en 2000, à 79 285, en 2006.
Son nom vient du héros maritime de la guerre de 1812, Stephen Decatur.
La devise de la ville a évolué, passant de « The Pride of the Prairie », à la légèreté d'un « Decatur, We Like it Here ».

## Démographie
| Groupe                           | Decatur | Indiana | États-Unis |
| -------------------------------- | ------- | ------- | ---------- |
| Blancs                           | 94,7    | 84,3    | 72,4       |
| Autres                           | 2,6     | 2,7     | 6,4        |
| Métis                            | 1,4     | 2,0     | 2,9        |
| Afro-Américains                  | 0,5     | 9,1     | 12,6       |
| Asiatiques                       | 0,4     | 1,6     | 4,8        |
| Amérindiens                      | 0,4     | 0,3     | 0,9        |
| Total                            | 100     | 100     | 100        |
|                                  |         |         |            |
| Hispaniques et Latino-Américains | 8,4     | 6,0     | 16,7       |

Selon l'American Community Survey, pour la période 2011-2015, 96,16 % de la population âgée de plus de 5 ans déclare parler anglais à la maison, alors que 1,59 % déclare parler l'espagnol et 2,25 % une autre langue.

## Personnalités liées à la ville
- Loren C. Ball (1948-), astronome amateur qui y a son observatoire.
- Brian Culbertson (1973-), artiste de jazz qui y est né.
- Alison Krauss (1971-), chanteuse et violoniste de bluegrass et country qui y est née.